# Roques de Llogar
Les Roques de Llogar és una muntanya de 1.983 metres que es troba al municipi de Ger, a la comarca de la Baixa Cerdanya.